# Leipzig
Leipzig (AFI: [ˈlaɪ̯pt͡sɪç];  ouça), ou em sua forma portuguesa Lípsia, é uma cidade independente (em alemão:  kreisfreie Stadt) do estado da Saxónia na Alemanha, sede da região administrativa homónima. Localiza-se no leste do país. Com mais de 600 mil habitantes, é a maior cidade da Saxónia. É parte do Triângulo saxão, a região metropolitana que também inclui Halle e Dresden.
Tem origem num antigo povoado eslavo de Lipsk.

## História
Leipzig foi fundada no século XII e rapidamente se desenvolveu, tornando-se um importante centro de comércio, dada a sua localização na intersecção de rotas importantes (Via Regia e Via Imperii).
Em 1409, a cidade começou a destacar-se no aspecto cultural, pela fundação da Universidade de Leipzig — Alma Mater Lipsiensis, conhecida como Universidade Karl Marx, entre 1953 até a reunificação alemã.
Em 1480, começa a se desenvolver a indústria ligada à pintura e impressão, que viriam a se tornar bastante importantes para a economia local.
No século XVI, foi palco do histórico debate religioso entre Martinho Lutero, Andreas Karlstadt e Johann Eck, no contexto da reforma protestante.
No século XVIII, Leipzig ficou conhecida como centro cultural ligado ao movimento classicista, liderado por Johann Christoph Gottsched e que incluía também Gellert, Schiller e Goethe, que estudou na Universidade de Leipzig em 1765. Também foi a cidade em Johann Sebastian Bach trabalhou como Kantor da igreja luterana de São Tomás.
Entre 1842 e 1843, Felix Mendelssohn fundou o Conservatório de Música de Leipzig, que se transformou num dos mais conhecidos do mundo. Assim, no século XIX, Leipzig tornou-se um importante centro para a música europeia, onde atuaram vários compositores ilustres como Robert Schumann e Richard Wagner, nascido na própria cidade, em 1813. A Orquestra Gewandhaus de Leipzig é uma das mais antigas orquestras do mundo, com origens que remontam ao século XV.

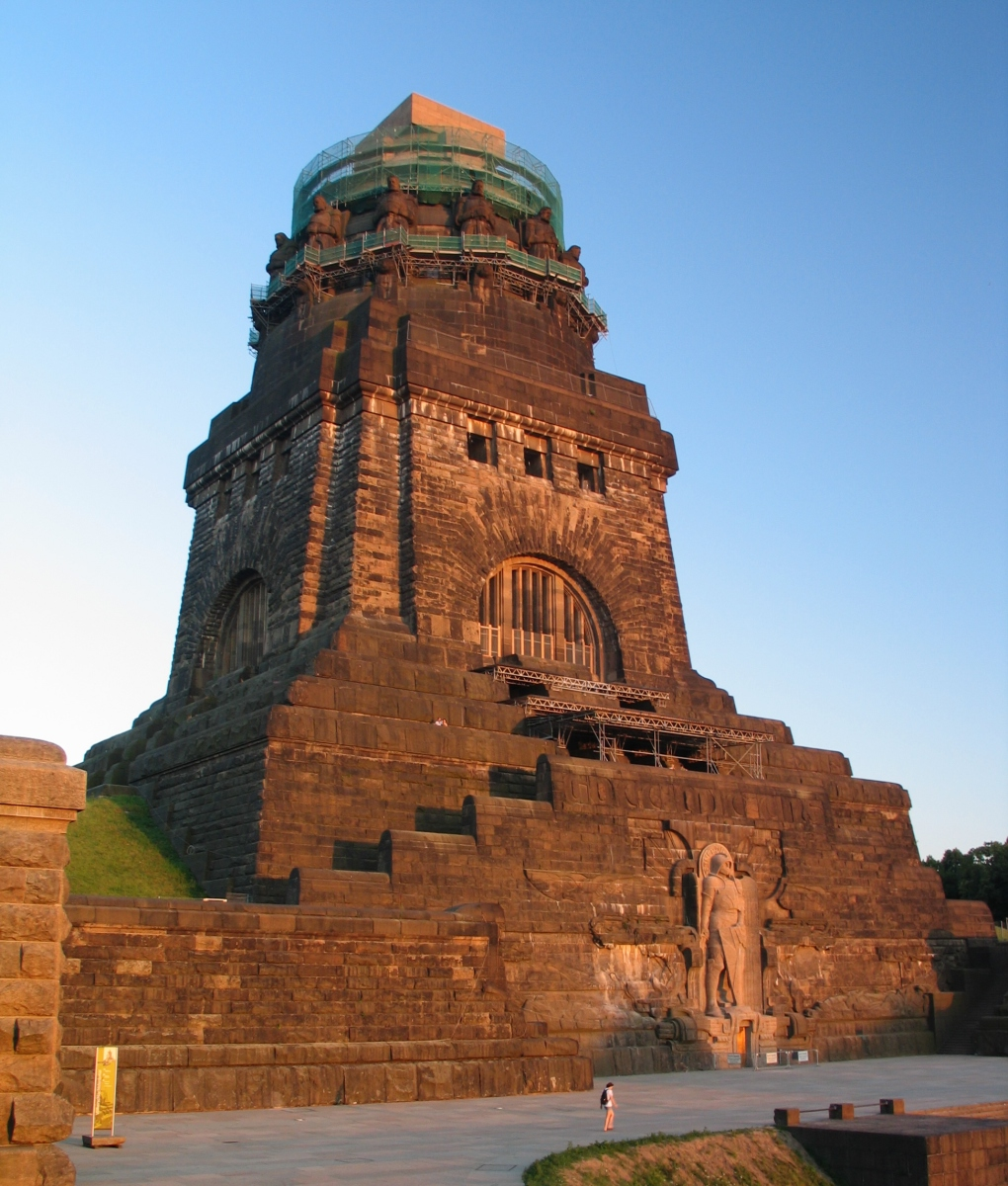
Völkerschlachtdenkmal

Entre 16 e 19 de outubro de 1813, decorreu a Batalha de Leipzig, também designada de Batalha das Nações, em que pereceram ou ficaram feridos mais de 120 000 homens e na qual o exército francês de Napoleão Bonaparte foi definitivamente derrotado pelos exércitos da Rússia, Prússia, Áustria e Suécia. A vitória conseguida nesta batalha é recordada em um grande monumento existente na cidade.
Durante a Segunda Guerra Mundial, mais de metade da cidade foi destruída por bombardeios Aliados.
Em 4 de setembro de 1989 — bem antes, portanto da queda do muro de Berlim, que ocorreu em 9 de novembro — começaram, em Leipzig, as manifestações das segundas-feiras (Montagsdemonstrationen), que contribuíram decisivamente para a queda da República Democrática da Alemanha e a posterior reunificação da Alemanha. Essas manifestações pacíficas aconteciam às segundas-feiras à tarde, depois da Prece pela Paz, no pátio da igreja luterana de São Nicolau. Os manifestantes pediam mais liberdade de viajar a outros países e de eleger seus governantes. A cada semana, a concentração de pessoas aumentava, apesar das ameaças e dos eventuais ataques da polícia, e a multidão passou a ocupar também a vizinha praça Karl Max (atual Augustusplatz). Em meados de outubro, Erich Honecker, o líder do SED, foi forçado a renunciar. No final de outubro, o número de manifestantes superava 320 000, e protestos semelhantes passaram a ocorrrer em várias outras cidades da RDA. Em 9 de novembro, o Muro de Berlim foi derrubado.

## Cultura

### Esportes
A cidade foi uma das sedes da Copa das Confederações 2005 e da Copa do Mundo de 2006, utilizando o estádio Zentralstadion. É também a sede do RB Leipzig.

### Personalidades
Algumas personalidades que nasceram ou viveram em Leipzig foram:
- Gottfried Wilhelm Leibniz (1646–1716) — filósofo e matemático
- Christian Friedrich Samuel Hahnemann (1755–1843)- médico alemão fundador da Homeopatia
- Felix Mendelssohn Bartholdy (1809–1847) — compositor falecido em Leipzig fundador do Conservatório de Leipzig e Kapellmeister da Gewandhaus
- Robert Schumann (1810–1856) — compositor
- Gustav Mahler (1860–1911) — compositor e segundo Kapellmeister da Ópera de Leipzig (1886-88)
- Edward Grieg (1843–1907) — compositor norueguês que estudou em Leipzig entre 1858 e 1862
- Johann Wolfgang von Goethe (1749–1832) — escritor alemão estudou Direito em Leipzig
- Richard Wagner (1813–1883) — compositor de música clássica
- Karl Liebknecht (1871–1919) — político e dirigente socialista
- Nikolaus Pevsner (1902–1983) — historiador de arte
- Till Lindemann (1963– ) — líder e vocalista da banda de rock Rammstein
- Wilhelm Maximilian Wundt (1801–1889) — fundador do primeiro laboratório de psicologia no instituto experimental de psicologia da universidade de Leipzig (Lípsia) na Alemanha em 1879 e a publicação dos princípios da fisiologia.
- Friedrich Nietzsche (1858) — lá estudou e criou sua primeira sociedade artística e literária.
- Bill Kaulitz (1989– ) — vocalista da banda de pop rock Tokio Hotel
- Tom Kaulitz (1989– ) — guitarrista da banda de pop rock Tokio Hotel
- Luz Long (1913–1943) — atleta olímpico
- Johann Sebastian Bach (1685 -1750) --- Compositor, professor e músico, viveu em Leipzig desde 1723, aí falecendo em 1750